# 랜디 분

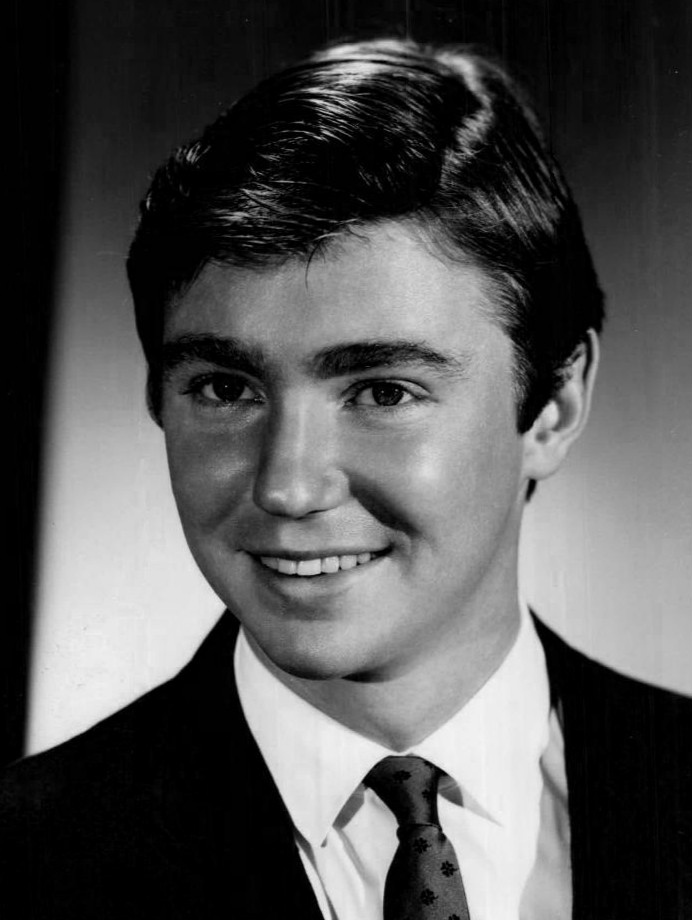

랜디 분(Randy Boone, 1942년 1월 17일 ~ )은 미국의 배우, 가수, 싱어송라이터, 작곡가 겸 작사가이다.
페이엣빌에서 태어났다.

## 출연 작품
- 흑과 백의 분노 (1987, The Wild Pair)
- 사막의 새비지 (1974년)
- 혼도 (1967년)
- 행드 맨 (1964년)